# Meta Vranič
Meta Vranič (* 20. Juni 1948 in Trnovlje pri Celju, Jugoslawien) ist eine slowenische (früher jugoslawische) Schauspielerin und Malerin.

## Leben und Wirken
Meta Vranič absolvierte das Gymnasium in Ljubljana. An der dortigen Akademie der Künste studierte sie Malerei. Bereits 1971 wurde sie Mitglied des Slowenischen Nationaltheaters in Ljubljana. Ein Jahr später machte sie ihren Abschluss an der Akademie für Theater, Radio, Film und Fernsehen ebendort. In der Folge wirkte sie in verschiedenen jugoslawischen, deutschen und slowenischen Filmproduktionen mit, blieb aber dem Slowenischen Nationaltheater bis zu ihrem Ruhestand treu. In Deutschland wurde sie Mitte der 1980er Jahre bekannt durch die Rolle der Ivanca in der österreichisch-deutschen Aussteiger-Serie Der Sonne entgegen.

## Filmografie (Auswahl)
- 1969: Lutka (Kurzfilm)
- 1983: Trije prispevki k slovenski blaznosti
- 1984: Ljubezen
- 1984–1985: Der Sonne entgegen (Fernsehserie, 11 Folgen)
- 1992: Good rockin’ tonight (Kurzfilm)
- 1993: Kdo bo koga
- 2006: Teah